# Rogaining

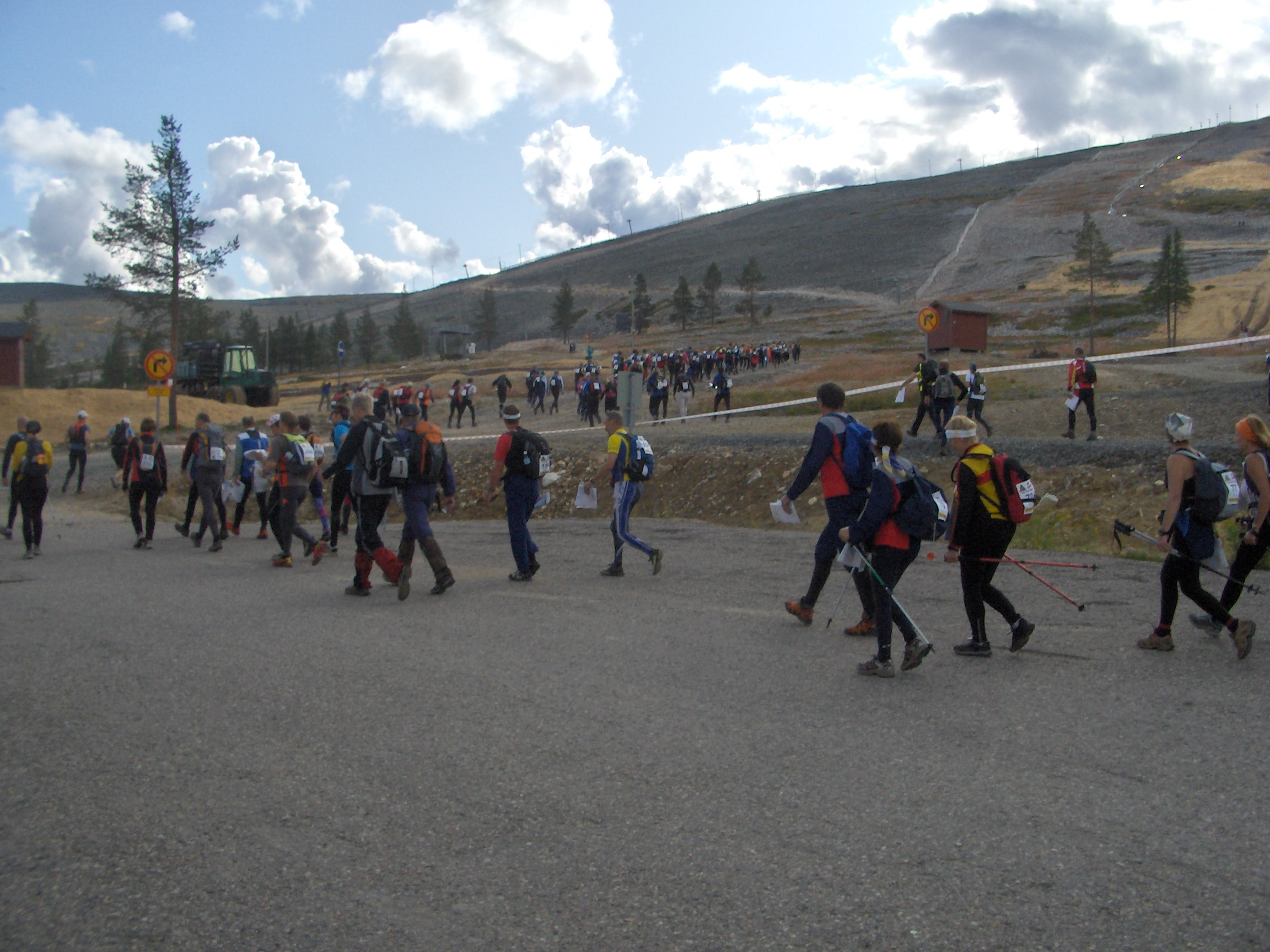
A 2009. évben megrendezett Rogaining Európa-bajnokság Yllästunturi, Finnország

A rogaining az ultrahosszútávú tájékozódási futás hivatalos elnevezése. A hosszúságát nem távolságban, hanem időben mérik: a bajnokságok általában 24 órásak, de egyéb versenyek lehetnek ennél jóval rövidebbek is.
A rendezők a terepen elhelyeznek számos ellenőrzőpontot, amit a versenyzők szabad sorrendben, ún. pontbegyűjtő versenyformában fognak meg. Az ellenőrzőpontoknak nehézségtől és távolságtól függően különböző értéke van. A verseny lényege, hogy minél több pontot szerezzen az adott csapat, ami 2-5 főből állhat.
A rogaining-versenyforma nagyon közel áll a tájfutáshoz. A legnagyobb különbség a távon és időn kívül, hogy itt nem egyének, hanem csapatok versenyeznek. A csapattagoknak a verseny folyamán végig együtt kell útvonalat tervezniük és azon haladniuk. A térkép méretaránya is más: a precíz 1 : 10 000-es és 1 : 15 000-es tájfutótérképek helyett itt 1 : 40 000-es és 1 : 50 000-es térképeken folyik a küzdelem, egy versenyközpont körül: itt találhatóak a versenyzők sátrai, amikhez verseny közben bármikor vissza lehet térni, illetve büfé a szükséges meleg étel és ital kiszolgálására.

## Történelem
Az első rogaininghez hasonló eseményt a Melbourni Egyetem Mountaineering klubja rendezte, 1947-ben. Ebből nőtt aztán ki 1976 áprilisában az új sportág, melynek szabályait Ausztráliában, Melbourne városában fektették le. Létrejött az első szövetség is Victorian Rogaining Association néven, majd a következő évtizedben gyorsan terjedt világszerte.
A rogaine elnevezés az alapító tagok nevéből jött létre: Rod Phillips, Gail Davis és Neil Phillips. Ők mindannyian tagjai voltak a Surrey-Thomas Rover Crew csapatnak, akik az első rogaining eseményt rendezték. Az elnevezést és az új sport létrejöttét hivatalosan 1976 augusztusában ismerték el.
A ROGAINE szó játékosan a rövidítése lehet az angol Rugged Outdoor Group Activity Involving Navigation and Endurance szavaknak (kihívó szabadidős csapatsport, mely tájékozódást és állóképességet igényel).
A világbajnokságokat (WRC) 2 évente rendezik, a rendező országot 2 évvel korábban jelöli ki a Nemzetközi Rogaining Szövetség.
- 1. Rogaining Világbajnokság (1992): Ausztrália, kb. 200 csapat
- 5. Rogaining Világbajnokság (2002): Csehország, 202 csapat
- 6. Rogaining Világbajnokság (2004): Arizona USA, 380 résztvevő 15 országból és 30 USA államból
- 7. Rogaining Világbajnokság (2006): New South Wales, Ausztrália; 691 résztvevő (311 csapat), 125-en a tengerentúlról.
- 8. Rogaining Világbajnokság (2008): Észtország, 748 résztvevő (311 csapat) 22 országból
- 9. Rogaining Világbajnokság (2010): Új-Zéland, 522 résztvevő (251 csapat)
- 10. Rogaining Világbajnokság (2012): Csehország, 333 csapat
- 11. Rogaining Világbajnokság (2013): Oroszország, 314 csapat
- 12. Rogaining Világbajnokság (2014): South Dakota, USA
- 13. Rogaining Világbajnokság (2015): Finnország
- 14. Rogaining Világbajnokság (2016): Ausztrália

## Alapszabályok
A csapattagok (2-5 fő) annyi ellenőrzőpontot fognak meg adott időn belül, amennyit tudnak. Az ellenőrzőpontoknak különböző értéke van attól függően, hogy milyen nehéz a megfogása: emiatt a csapatoknak stratégiát kell felépítenie (például: minél több könnyű pont megfogása, vagy éjszaka csak könnyű pontok megfogása, nappal a bonyolultabbaké). Az ellenőrzőpontok csak lábon közelíthetőek meg, térkép és tájoló segítségével. A terep lehet nyílt mezőtől az erdős hegyekig bármilyen.
A versenyközpontban található a tábor, ahova a versenyzők a sátraikat verhetik fel, illetve melegételt fogyaszthatnak. Ide bármikor vissza lehet térni a verseny folyamán pihenni, aludni, étkezni. A csapatok a nekik megfelelő iramot diktálják, a lényeg, hogy a tagok mindig hallótávolságon belül legyenek egymáshoz képest.
A világbajnokságok 24 órásak, de ennél rövidebbeket (6, 8, 12, 15 órásakat) is szoktak rendezni (például a világbajnokság keretrendezvényeként). Tereptől függően a jobb csapatok több mint 100 km-t tudnak teljesíteni 24 óra alatt.
Vannak a rogainingversenyeknek hosszabb formái is, ezek az ún. „Endurogaines”-ek, melyek 48-50 órásak.
A rogaining őshazájában, Ausztráliában minden hónapban tartanak versenyt hétvégente, telihold idején. Minden évben megrendezik az állami és országos bajnokságokat. Tucatnyi önkéntes rendező segíti a versenyzőket a pályakitűzőktől a büfésekig.
A 24 órás versenyekre ~250 km²-nyi sík terepet ábrázoló térképet használnak, ha meredek hegyen van a verseny, akkor sokkal kisebb vagy nagyobb terület kell, az ellenőrzőpontok elhelyezkedésétől függően.
A fedettség ábrázolása egyszerűbb, mint a tájfutó térképeknél: nem ábrázolnak sem futhatóságot, sem láthatóságot, mindössze a nyílt területeket különböztetik meg a zárt területektől, azaz valami vagy mező, vagy erdő. A versenyzők előre nem tudhatják, hogy melyik mennyire futható, illetve mindegyikben lehetnek futhatóbb és küzdelmesebb részek, melyek jelleghatárral nincsenek elválasztva.
A vízrajz, síkrajz és egyéb domborzati jelölések megegyeznek a tájfutó térképek jelkulcskészletével, de annál lényegesen kevesebb elemet használnak.

## Versenyformák

A nemzetközileg elfogadott tájfutási jelkép.

- Metrogaine: túlnyomórészt városi környezetben megrendezett kb. 6 órás pontbegyűjtő tájékozódási verseny
- Cyclogaine: Mountainbike biciklivel járható tereputakon megrendezett 6 órás pontbegyűjtő tájékozódási verseny
- Snogaine: Hóhatáron megrendezett tájékozódási verseny, ahol a pontokat hótalpak vagy sílécek segítségével lehet megfogni.
- Paddlogaine: Vízen megrendezett tájékozódási verseny, ahol például sok egymással összeköttetésben lévő tavon találhatóak az ellenőrző pontok, és valamilyen vízi jármű segítségével lehet őket megfogni.

## Rogaining és hegyimaratoni versenyek Európában
Európában a hegyimaratoni versenyek az 1970-es évek elején terjedtek el, nagy tömegeket megmozgatva mindegyik korosztályból. A nagyobb eseményeken a résztvevők létszámát 1500-2000 csapatra korlátozták. Ezek a versenyek különböző elnevezés alatt futnak, országtól függően: az angolok hegyimaratonnak, a franciák "raids d'orientation"-nek hívják. Nagyrészt tájfutó klubok vagy önkéntesek rendezik ezeket a versenyeket.
Az első versenynaptárat 1999-ben jelentette meg a Nemzetközi Rogaining Szövetség.

Az Európában használt szabályok eltérnek az ausztráltól, de a fontosabb pontokban azonosak:
- 2 fős csapatok versenyeznek
- A versenyek 2 naposak, és egy úgynevezett „overnight camp”-ben töltik a versenyzők az éjszakát.
- Sokféle pálya van, amik közül mindenki kiválaszthatja a korának és képességeinek leginkább megfelelőt.
- A teljes táv 35–80 km között van.
- Tömegrajttal indulnak a versenyző csapatok (párosok).

A hegyimaratonokon a túrázóktól az elit futókig mindenki részt vehet. Az egyik leghíresebb a kezdetben Karrimor, majd később Original Mountain Marathon (OMM) néven megrendezésre kerülő angol verseny, melyen magyar tájfutók is szoktak indulni.

## Magyar versenyzők világversenyeken
Magyarországról elsőként Molnár Róbert (ARAK) vett részt Rogaining Világbajnokságon: 2002-ben Csehországban, Lesna környékén amerikai barátjával, David Dunham-mel a 22. helyet szerezték meg (abszolút 31. hely).
Az első magyar csapat – Bogos Tamás (ARAK), Scultéty Márton (KTK) – a 2008-as világbajnokságon debütált, és a 37. helyet (abszolút 56.) szerezték meg az észt mocsárerdőben.

## Világbajnokságok eredménylistái
- 1. Rogaining Világbajnokság, Beechworth, Ausztrália, 1992.
- 2. Rogaining Világbajnokság, MT Singleton, Ausztrália, 1996.
- 3. Rogaining Világbajnokság, Kamloops, Kanada, 1998.
- 4. Rogaining Világbajnokság, Christchurch, Új-Zéland, 2000.
- 5. Rogaining Világbajnokság, Lesna, Csehország, 2002.
- 6. Rogaining Világbajnokság, Tucson, Arizona, USA, 2004.
- 7. Rogaining Világbajnokság, Warrumbungle Mts, NSW, Ausztrália, 2006.
- 8. Rogaining Világbajnokság, Karula Nemzeti Park, Észtország, 2008.
- 9. Rogaining Világbajnokság, Cheviot, Új-Zéland, 2010.
- 10. Rogaining Világbajnokság, Přebuz, Csehország, 2012.
- 11. Rogaining Világbajnokság, Alol, Oroszország, 2013.
- 12. Rogaining Világbajnokság, South Dakota, USA, 2014. Archiválva 2015. november 18-i dátummal a Wayback Machine-ben
- 13. Rogaining Világbajnokság, Saariselka, Finnország, 2015.

## Eddigi nem-hivatalos világbajnokok
- 1. WRC : J. Russel (VIC), M. Walters (VIC)
- 2. WRC : David Rowlands (VIC), James Russell (VIC)
- 3. WRC : Nigel Aylott (Ausztrália), Iiro Kakko (Finnország)
- 4. WRC : David Rowlands (VIC Ausztrália), Greg Barbour (Új-Zéland)
- 5. WRC : David Rowlands (Ausztrália), Greg Barbour (Új-Zéland)
- 6. WRC : Mike Kloser (USA), Michael Tobin (USA)
- 7. WRC : Dennis de Monchy, Chris Forne (Új-Zéland)
- 8. WRC : Evgeny Dombrovskiy (Oroszország), Pavel Shestakov (Oroszország)
- 9. WRC : Chris Forne, Marcel Hagener (Új-Zéland)
- 10. WRC : Silver Eensaar, Rain Eensaar (Észtország)
- 11. WRC : Silver Eensaar, Rain Eensaar (Észtország)
- 12. WRC : Silver Eensaar, Rain Eensaar, Timmo Tammemäe (Észtország)

(VIC = Viktoriánus Rogaining Szövetség, Ausztrália)

## Fordítás
- Ez a szócikk részben vagy egészben  a   Rogaining című angol Wikipédia-szócikk fordításán alapul.  Az eredeti cikk szerkesztőit annak laptörténete sorolja fel. Ez a jelzés csupán a megfogalmazás eredetét és a szerzői jogokat jelzi, nem szolgál a cikkben szereplő információk forrásmegjelöléseként.

## Külső hivatkozások
- Nemzetközi Rogaining Szövetség
- 8. Rogaining Világbajnokság: Észtország, Karula Nemzeti Park, 2008. szeptember 13–14.
- 11. Rogaining Európa-Bajnokság (ERC): Észtország, 2014. június 7–8.
- 9. Rogaining Európa-Bajnokság (ERC): Litvánia, 2012. május 5–6.
- Ausztrál Rogaining Szövetség
- Új-zélandi Rogaining Szövetség
- Viktoriánus Rogaining Szövetség (Ausztrália)
- Nyugat-Ausztrál Rogaining Szövetség (Ausztrália)
- Queensland Rogaining Association (Ausztrália)
- Rogaine Ireland: Júniusban megrendezett ír rogaining verseny
- Japán Rogaining Szövetség
- Finn Rogaining Szövetség: a 2009-es 6. Európa-bajnokság (Yllas, Észak-Finnország) rendezője